# The Great Southern Trendkill
The Great Southern Trendkill - восьмий студійний альбом американського грув-метал гурту Pantera, був випущений 7 травня 1996 на лейблі East West Records. Через внутрішні конфлікти і напруженість між учасниками групи, Даймбег Даррелл, Вінні Пол і Рекс Браун записували музику в студії Chasin Jason в Арлінгтоні (штат Техас) в той час, як Філ Ансельмо записував вокал у студії Nothing(яка належить лідеру Nine Inch Nails Тренту Резнору) у Новому Орлеані (штат Луїзіана). Це останній альбом колективу над яким працював давній продюсер гурту Террі Дейт.
The Great Southern Trendkill досяг 4-ї позиції в чарті Billboard 200 і протримався 16 тижнів. 25 червня 1996 альбом став «золотим», а 17 серпня 2004 «платиновим» за версією Американської асоціації компаній звукозапису.

## Зміст
Floods – найдовша пісня з альбому. У списку журналу Guitar World «100 найкращих гітарних соло всіх часів» (англ. 100 Greatest Guitar Solo Of All-Time) ця пісня посіла 15-е місце серед таких пісень Pantera як Cemetery Gates (35-е місце) та Walk (57-е місце).
За пісню Suicide Note Pt. I група номінувалась на 39-й щорічній премії Греммі у категорії Найкраще метал виконання.
Альбом доступний у вигляді завантажуваного контенту для гри Rock Band, за винятком пісні Suicide Note Pt. I.

## Музика та ліричний зміст
The Great Southern Trendkill вважається найагресивнішим альбомом за всю кар'єру Pantera. Альбом також відомий тим, що в ньому багато скримінгу, особливо в піснях «Suicide Note P. II» і «The Great Southern Trendkill». Деякі треки були записані в зниженому гітарному ладі, серед яких композиції «The Underground in America» та «(Reprise) Sandblasted Skin» записані в гітарному ладі Drop G. Реліз також має більш експериментальні речі, наприклад, балади, записані за участі акустичної гітари.
Тексти пісень з The Great Southern Trendkill включають теми наркотиків, повінь, який знищує людство, набуває більш глибокого сенсу, гніву і ЗМІ. Альбом витриманий у стилі грув-метал, але також містить елементи треш-металу і дез-металу.

## Перевидання
12 серпня 2016 року Pantera оголосила про вихід 20-го ювілейного видання The Great Southern Trendkill 21 жовтня. Перевидання містить два диски, включаючи ремастер версію оригінального альбому, а також 12 неопублікованих треків (до них входять інструментальні, а також альтернативні мікси та живі записи з фестивалю «Динамо» 1998 року). Крім того, буде випущено окремий LP під назвою The Great Southern Outtakes. Цей лонгплей складатиметься з тих самих пісень, випущених на 2-му диску перевидання The Great Southern Trendkill, але тільки за винятком треків «Suicide Note Pt. I (Intro)» та «Suicide Note Pt. I (Alternative Early Mix)»

## Оцінки критиків
- Melody Maker (25 травня 1996 р., стор. 49) — «Від цього мій мозок болить, мої очі сльозяться, а мої геніталії втягуються, як у зляканої черепахи. Я не можу придумати вищої рекомендації, враховуючи, який це альбом. я відчуваю себе теплим і липким, або заплаканим і закоханим»
- Spin (липень 1996 р., стор. 96) — «...зрілий спідметал і ідеальна літня розвага: круті пауер-балади, тости у стилі реп, мелодії, майже гідні радіо, а також всі правильні поштовхи барабанів відбійного молотка, борцівські міхи та крен гітари ...»

## Треклист
Автор музики і слів Pantera. 
| #     | Назва                              | Тривалість |
| ----- | ---------------------------------- | ---------- |
| 1.    | «The Great Southern Trendkill»     | 3:47       |
| 2.    | «War Nerve»                        | 4:53       |
| 3.    | «Drag the Waters»                  | 4:55       |
| 4.    | «10's»                             | 4:49       |
| 5.    | «13 Steps to Nowhere»              | 3:37       |
| 6.    | «Suicide Note Pt. I»               | 4:44       |
| 7.    | «Suicide Note Pt. II»              | 4:19       |
| 8.    | «Living Through Me (Hells' Wrath)» | 4:50       |
| 9.    | «Floods»                           | 6:59       |
| 10.   | «The Underground in America»       | 4:33       |
| 11.   | «(Reprise) Sandblasted Skin»       | 5:39       |
| 53:05 |                                    |            |

| Бонус-трек японського видання | Бонус-трек японського видання                               | Бонус-трек японського видання |
| #                             | Назва                                                       | Тривалість                    |
| ----------------------------- | ----------------------------------------------------------- | ----------------------------- |
| 12.                           | «Walk» (Live at the Hollywood Palladium, CA, June 27, 1992) | 5:29                          |
| 59:07                         |                                                             |                               |

| Диск 2 (з «The Great Southern Trendkill: 20th Anniversary Edition») | Диск 2 (з «The Great Southern Trendkill: 20th Anniversary Edition») | Диск 2 (з «The Great Southern Trendkill: 20th Anniversary Edition») |
| #                                                                   | Назва                                                               | Тривалість                                                          |
| ------------------------------------------------------------------- | ------------------------------------------------------------------- | ------------------------------------------------------------------- |
| 1.                                                                  | «The Great Southern Trendkill» (2016 Mix)                           | 4:07                                                                |
| 2.                                                                  | «War Nerve» (Live at Dynamo Festival, 1998)                         | 5:21                                                                |
| 3.                                                                  | «Drag the Waters» (Alternative Early Mix)                           | 5:00                                                                |
| 4.                                                                  | «10's» (Alternative Early Mix)                                      | 4:53                                                                |
| 5.                                                                  | «13 Steps to Nowhere» (Instrumental Version)                        | 3:40                                                                |
| 6.                                                                  | «Suicide Note Pt. I» (Intro)                                        | 1:13                                                                |
| 7.                                                                  | «Suicide Note Pt. I» (Alternative Early Mix)                        | 3:53                                                                |
| 8.                                                                  | «Suicide Note Pt. II» (Live at Dynamo Festival, 1998)               | 4:48                                                                |
| 9.                                                                  | «Living Through Me (Hells' Wrath)» (Instrumental Version)           | 4:54                                                                |
| 10.                                                                 | «Floods» (Alternative Early Mix)                                    | 7:19                                                                |
| 11.                                                                 | «The Underground in America» (Alternative Early Mix)                | 3:56                                                                |
| 12.                                                                 | «(Reprise) Sandblasted Skin» (Live at Dynamo Festival, 1998)        | 4:34                                                                |
| 53:38                                                               |                                                                     |                                                                     |

## Учасники запису
Pantera
- Філ Ансельмо – головний вокал, бек-вокал
- Даймбег Даррелл – гітари, бек-вокал; 12-струнна акустична гітара на «Suicide Note Pt. I»
- Рекс Браун – бас-гітара, бек-вокал
- Вінні Пол – барабани, бек-вокал

Додаткові музиканти
- Сет Путнам – додатковий вокал в «The Great Southern Trendkill», «War Nerve», «13 Steps to Nowhere» і «Suicide Note Pt. II»
- Росс Карпельман — клавішні в «Suicide Note Pt. I» і «Living Through Me (Hells' Wrath)»

Інші
- Террі Дейт – продюсер, запис, зведення
- Вінні Пол – продюсер, запис, зведення
- Pantera – співпродюсер
- Ульріх Вайлд – со-продюсер

## Чарти
| Chart (1996)                             | Peak position |
| ---------------------------------------- | ------------- |
| Australian Albums (ARIA)                 | 2             |
| Austrian Albums Chart                    | 14            |
| Belgian Albums Chart (Flanders)          | 22            |
| Belgian Albums Chart (Wallonia)          | 19            |
| Danish Albums (Hitlisten)                | 14            |
| Dutch Albums (Album Top 100)             | 61            |
| Finnish Albums (Suomen virallinen lista) | 4             |
| German Albums (Offizielle Top 100)       | 29            |
| Угорщина Hungarian Albums (MAHASZ)       | 21            |
| New Zealand Albums (RMNZ)                | 5             |
| Norwegian Albums (VG-lista)              | 14            |
| Шотландія Scottish Albums (OCC)          | 61            |
| Swedish Albums (Sverigetopplistan)       | 7             |
| Swiss Albums (Schweizer Hitparade        | 37            |
| UK Albums (OCC)                          | 17            |
| US Billboard 200                         | 4             |

## Сертифікації
| Регіон                                             | Сертифікація | Продажі    |
| -------------------------------------------------- | ------------ | ---------- |
| Австралія (ARIA)                                   | Золотий      | 35 000^    |
| Велика Британія (BPI)                              | Срібний      | 60 000^    |
| США (RIAA)                                         | Платиновий   | 1 000 000^ |
| ^відвантаження, що базуються лише на сертифікаціях |              |            |